# Stefan Ekman
Hans Stefan Ekman, född 11 november 1944 i Stockholm, är en svensk skådespelare. Han är son till Hasse Ekman och friherrinnan Agneta Wrangel af Sauss, sonson till Gösta Ekman d.ä., bror till Krister, Mikael och Gösta Ekman d.y. samt halvbror till Fam Ekman.

## Biografi
Stefan Ekman hoppade av realskolan och skickades i stället på utbildning i London. Han återvände till Sverige och studerade ett år vid Axel Witzanskys teaterskola 1960–1961 och sökte därefter till Dramatens elevskola utan att komma in. I stället anställdes han vid Skansens sommarteater som allt-i-allo, spelade vid Riksteatern och hamnade sedan vid Svenska Teatern i Vasa i Finland 1967 där han kom att få några större roller. I slutet av 1960-talet återvände han till Sverige och Folkteatern i Göteborg, där han spelade 1968–1969. Från och med 1970 har han varit engagerad vid Stockholms stadsteater.
Utöver teatern har Ekman varit verksam på TV och film. Han fick ett genombrott med huvudrollen i TV-serien De tre från Haparanda (1974). Bland övriga roller kan nämnas huvudrollen i filmatiseringen av Hjalmar Söderbergs Den allvarsamma leken (1977), rollen som dataexperten Frank Lundholm i Varuhuset (1987–1989) samt två populära julkalendrar i Sveriges Television, Julpussar och stjärnsmällar (1986) och Jul i Kapernaum (1995). I den sistnämnda gjorde han huvudrollen som Klopstock.
Han var gift med Gunnel Fred 1977–1981. Paret har dottern Hanna (född 1978). Han var senare sambo med skådespelaren Fanny Josephson (född 1967) med vilken han fick en son 1997.

## Filmografi
- 1966 – Yngsjömordet
- 1966 – Adamsson i Sverige
- 1968 – Pappa varför är du arg - du gjorde likadant själv när du var ung
- 1968 – Ballad
- 1968 – Söndagsaffären
- 1968 – Huset vid gränsen
- 1970 – Röda rummet (TV-serie)
- 1971 – Midsommardansen
- 1972 – AWOL – avhopparen
- 1972 – Spöksonaten
- 1974 – De tre från Haparanda (TV-serie)
- 1977 – Den allvarsamma leken
- 1978 – Stulet nyår
- 1978 – Släkten
- 1979 – Selambs (TV-serie)
- 1979 – Kaninmannen
- 1980 – Flygnivå 450
- 1980 – Martins underbara resa
- 1980 – The Baron
- 1983 – Med Lill-Klas i kappsäcken
- 1983 – Iors födelsedag (berättare)
- 1984 – Nya himlar och en ny jord (TV-serie)
- 1985 – Skuggspel (TV-teater)
- 1985 – Den tragiska historien om Hamlet – prins av Danmark (TV-teater)
- 1985 – Nya Dagbladet (TV-serie)
- 1986 – Den nervöse mannen
- 1986 – Julpussar och stjärnsmällar (TV-serie)
- 1987 – Varuhuset (TV-serie) Roll som Frank Lundholm
- 1987 – Out on a Limb
- 1989 – Hassel – Offren kommissarie Bolinder
- 1990 – Wendela vem var du?
- 1990 – smash (TV-serie)
- 1991 – Rabarber, rabarber, rabarber
- 1994 – Den vite riddaren (TV-serie)
- 1995 – Jul i Kapernaum (TV-serie)
- 2001 – Legenden om Tarzan (röst som professor Porter)
- 2002 – Tarzan & Jane (röst som professor Porter)

## Teater

### Roller
| År   | Roll                       | Produktion                                               | Regi                                                   | Teater                 |
| ---- | -------------------------- | -------------------------------------------------------- | ------------------------------------------------------ | ---------------------- |
| 1966 | Medverkande                | Bom krasch, revy Beppe Wolgers                           | Johan Bergenstråhle                                    | Idéonteatern           |
| 1971 | Mike                       | Räddad (Saved) Edward Bond                               | Jan Håkanson                                           | Stockholms stadsteater |
| 1971 | Bertrand                   | Slutet gott, allting gott William Shakespeare            | Jonas Cornell                                          | Stockholms stadsteater |
| 1973 | Edmund                     | Kung Lear William Shakespeare                            | Kalle Holmberg                                         | Stockholms stadsteater |
| 1973 | Henrik Donha               | Gösta Berlings saga Selma Lagerlöf                       | Johan Bergenstråhle Marie-Louise De Geer Bergenstråhle | Stockholms stadsteater |
| 1974 | Berättaren Stephen         | Bröllopsfesten Arnold Wesker                             | Gun Arvidsson                                          | Stockholms stadsteater |
| 1976 | La Fléche                  | Den girige Molière                                       | Yves Bureau                                            | Stockholms stadsteater |
| 1978 | Lars Ageryd                | SK 911 till Acapulco Christer Kihlman och Frej Lindqvist | Frej Lindqvist                                         | Stockholms stadsteater |
| 1982 | Svidrigajlov               | Brott och straff Fjodor Dostojevskij                     | Jan Håkanson                                           | Stockholms stadsteater |
| 1986 | Wolf                       | Parken Botho Strauss                                     | Jan Maagaard                                           | Stockholms stadsteater |
| 2000 | Pastor Evans               | Muntra fruarna i Windsor William Shakespeare             | Ronny Danielsson                                       | Stockholms stadsteater |
| 2006 | Skådespelartruppen, Ingmar | En midsommarnattsdröm William Shakespeare                | Alexander Mørk-Eidem                                   | Stockholms stadsteater |
| 2008 | Aaronow                    | Glengarry Glen Ross David Mamet                          | Alexander Öberg                                        | Stockholms stadsteater |